# Kletkamp
Kletkamp er en by og kommune i det nordlige Tyskland, beliggende i Amt Lütjenburg i den nordøstlige del af Kreis Plön. Kreis Plön ligger i den østlige/centrale del af delstaten Slesvig-Holsten.

## Geografi
I kommunen ligger ud over Kletkamp (med herregården af samme navn), bebyggelserne Grimmelsberg, Hähnersaal, Hohenredder, Ludwigshof, Schoolbrook og Ziegelei, samt godset Großrolübbe.